# Гатс (персонаж)
Гатс (яп. ガッツ) — головний герой аніме та манґи «Berserk».
Високий, м'язистий, чорноволосий чоловік, що б'ється вражаючим уяву мечем «Вбивця Драконів» довжиною майже два метри. В частині «Золоте Століття» найманець, командир ар'єргарду Банди Яструба, також очолював її рейдові партії. У інших частинах Ґатс відомий як «Чорний Мечник» — самотній мисливець на демонів. Чорний Мечник позбавлений правого ока і лівого передпліччя, на місці якого він носить протез, що приховує маленьку ручну гармату.

## Біографія

Молодий Гатс

Про батьків Ґатса нічого не відомо. Найманець Ґамбіно, знайшов новонародженого хлопчика під шибеницею, де була повішена його мати, якого вона народила під час повішення, і доручив турботам своєї подруги Сісс. Хлопчик ріс серед найманців і незабаром став відмінним воїном.
Коли Ґатсу було 9 років, Ґамбіно продав його на ніч одному з солдатів, Доновану. Наступної ж битви Гатс вбив Донована. Через 2 роки п'яний Ґамбіно намагається убити Гатса, але Гатс сам вбиває його і втікає з табору.
У 14 років Ґатс натикається на Банду Яструба. Ґріффіт викликає його на поєдинок з умовою, що у разі програшу Гатс приєднується до банди. Ґатс програє і залишається з Яструбами. Він стає командиром одного із загонів. Після того, як Яструби узяли фортецю Долдрей і стали особистою гвардією короля Мідланда, Ґатс вирішує піти з банди. Ґріффіт знов пропонує йому поєдинок на тих же умовах, але цього разу Ґатс перемагає і йде.
Наступний рік Ґатс подорожує та практикується з мечем, потім до нього доходять чутки про те, що неподалеку з'явилися загони найманців, в яких він розпізнає залишки Яструбів. Каска, що очолює загін, розповідає Ґатсу, що відразу після його відходу Ґріффіт був кинутий у в'язницю, а його воїни оголошені поза законом і частково перебиті. Ґатс і Яструби звільняють покаліченого Ґріффіта.

Гатс в частині «Яструб Тисячолітнього Королівства»

Під час викликаного Ґріфітом Затемнення Ґатс позбавляється ока і руки; його разом з Каскою рятує Лицар-Череп і привозить до старого знайомого Ґатса — коваля Ґодо. Прокинувшись, Ґатс дізнається, що Каска втратила розум. А також, що вона носила його дитину, але через насильства, здійсненого над нею Фемто, ця дитина перетворилася на демона.
Ґатс покидає Ґодо і 2 роки мандрує, вбиваючи різноманітних апостолів: Графа, Лорда замку Коко, Розіну. В цей же час Ґатса починають переслідувати Лицарі Залізних Ланцюгів, вважаючи його Чорним Яструбом з Пророцтва.
Одного разу вночі Ґатсу привиділося Дитя-демон, і він розуміє, що з Каскою щось трапилося. Він повертається до Ґодо, але Каски там немає — вона зникла 2 місяці тому. У пошуках коханої Ґатс приходить до Альбіону, де дійсно знаходить Каску, звинувачену священиком Мозґусом у відьомстві. Убивши Мозґуса, Ґатс покидає Альбіон.
Тепер Ґатс прямує в Ельфхейм — країну ельфів, де, можливо, до Каски знов повернеться розум. До нього приєднуються Фарнеза, Серпіко і Ісідро. Незабаром після цього вони зустрічають чарівницю Шірке та її наставницю Флору. Шірке, теж залишається з Ґатсом і компанією.

## Особливості
Клеймо Ґатса, отримане під час Затьмарення, привертає до нього демонів і дозволяє «існувати одночасно в двох світах». Також немало клопоту Ґатсу доставляє Сутність темряви — власна темна суть, що часом виривається з-під контролю.
Рікерт робить для Ґатса залізну руку, до якої може кріпитися гармата або багатозарядний арбалет. Ґодо — величезний меч-занбато (в аніме, в манзі цей меч Ґодо зробив раніше для іншої мети).
Від Флори Ґатсу дістається Чорний обладунок, що в багато разів збільшує його силу, але позбавляє самоконтролю, інакше кажучи — що перетворює на берсерка, який не відрізняє своїх від чужих.